# Предупреждението „Миранда“
Предупреждението „Миранда“ (на английски: Miranda warning) е предупреждение, давано по време на арест или разпит от американската полиция. Съгласно закона това предупреждение трябва да се използва срещу заподозрени, преди да им бъдат зададени въпроси, свързани с извършването на престъпление. Предвиденото предупреждение има за цел да информира заподозрения за правото да мълчи и правото си да избягва самоинкриминация. Правата на заподозрения получават обвързващ статут през 1966 г. след решението на Върховния съд на САЩ по делото „Миранда срещу Аризона“. Решението е предназначено да запази правата на заподозрения в съответствие с Петата поправка на Конституцията на Съединените щати и е класически пример за съдебно законодателство.